# ال‌سی‌آر متر

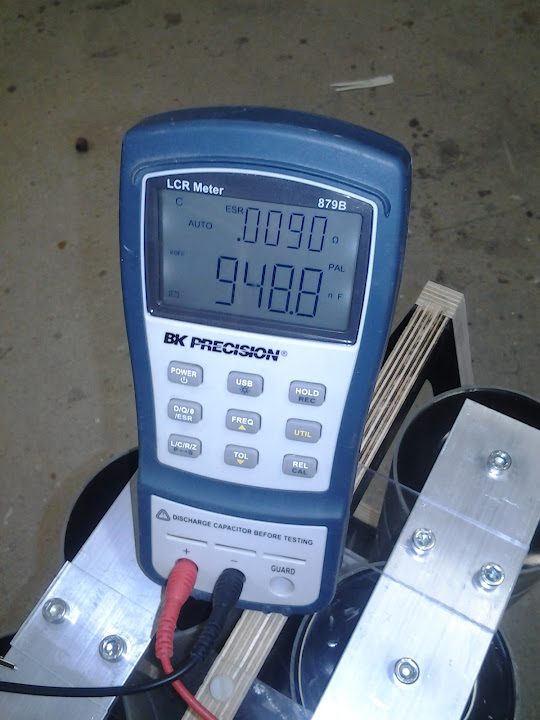
ال‌سی‌آر متر دستی

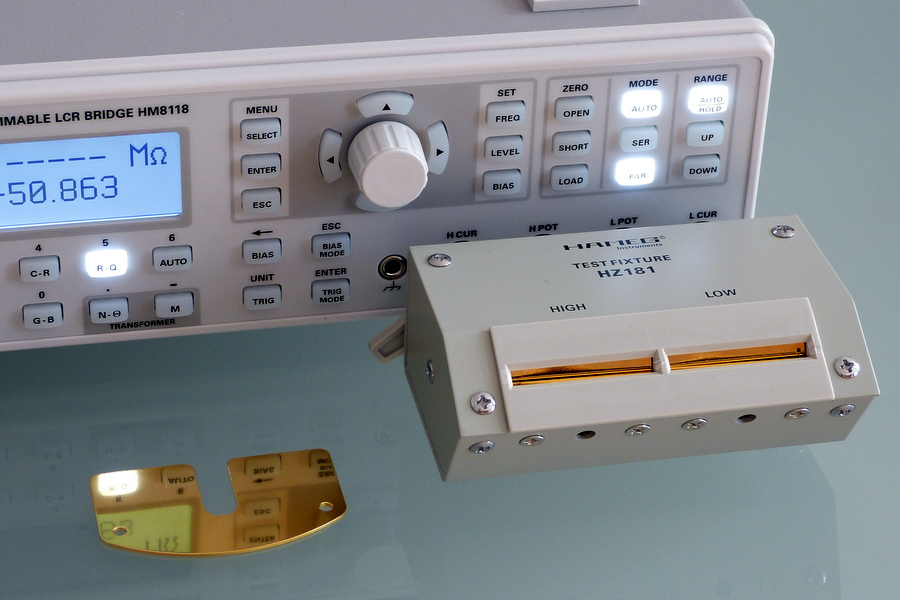
ال‌سی‌آر متر رومیزی با نگهدارندهٔ قطعه ۴-سیمه (حسگری کلوین).

ال‌سی‌آر متر (به انگلیسی: LCR meter) نوعی تجهیزات آزمایش الکترونیکی است که برای اندازه‌گیری اندوکتانس (L)، ظرفیت (C) و مقاومت (R) یک قطعه الکترونیکی استفاده می‌شود. در نسخه‌های ساده‌تر این ابزار، امپدانس به صورت داخلی اندازه‌گیری می‌شد و برای نمایش به مقدار ظرفیت یا اندوکتانس مربوطه تبدیل می‌شد. در صورتی که قطعه خازن یا سلف مورد آزمایش دارای جزء مقاومتی قابل توجهی از امپدانس نباشد، خوانش‌ها باید نسبتاً دقیق باشند. طرح‌های پیشرفته‌تر اندوکتانس یا ظرفیت واقعی و همچنین مقاومت سری معادل خازن‌ها و ضریب کیفیت اجزای القایی را اندازه‌گیری می‌کنند.